# Stoiberite
La stoiberite è un minerale.